# Piz Julier
Piz Julier (3385 m n.p.m.) – szczyt w paśmie Albula-Alpen, w Alpach Retyckich. Leży w południowo-wschodniej Szwajcarii, w kantonie Gryzonia. Szczyt leży w pobliżu przełęczy Julier (2284 m) oraz znanej miejscowości Sankt Moritz.
Na północ od szczytu znajduje się lodowiec "Vadret Güglia", jeden z ostatnich małych lodowców w tym rejonie.
Nazwa szczytu w języku romansz to Piz Güglia.